# Johnny Saxton
Johnny Saxton (* 4. Juli 1930 in Newark, NJ; † 4. Oktober 2008) war ein US-amerikanischer Boxer.
Am 20. Oktober 1954 gewann Johnny Saxton gegen Kid Gavilán nach Punkten (15 Runden). Damit wurde er Weltmeister im Weltergewicht. Er verlor am 11. Februar 1955 gegen Ronnie Delaney nach Punkten, dieser Kampf war jedoch kein Titelkampf, somit behielt Saxton seinen Gürtel. Diesen Gürtel musste er allerdings schon in seiner ersten regulären Titelverteidigung wieder hergeben, er verlor nämlich gegen Tony DeMarco am 1. April 1955 durch technischen K. o. in Runde 14 (der Kampf war auf 15 Runden angesetzt). Saxton wurde am 14. März 1956 erneut Weltmeister im Weltergewicht, er gewann nach Punkten gegen Carmen Basilio. Danach gewann Johnny Saxton drei Mal, alle drei Kämpfe waren aber keine Titelkämpfe. Den Rückkampf gegen Carmen Basilio verlor er durch K. o. in Runde 9. Den dritten Kampf verlor Johnny Saxton ebenfalls durch K. o. in Runde zwei.
Nach zwei Niederlagen im Jahr 1958 gegen Arcadia Ballroom (am 21. Oktober 1958, nach Punkten) und Willie Green (am 15. Dezember 1958, durch technischen K. o. in Runde 3) beendete Johnny Saxton seine Boxerkarriere.